# Silvio Fernández (esgrimista)
Silvio Fernández, destacado deportista olympico venezolano de la especialidad de esgrima que fue campeón de Centroamérica y del Caribe en Mayagüez 2010.

Su desempeño en la vigésima primera edición de los juegos le llevó a identificarse como el esgrimidor con el mayor número de medallas entre todos los participantes del evento, con un total de 2 medallas. Representó a Venezuela en cuatro ediciones consecutivas de los Juegos Olímpicos: Atenas 2004, Pekín 2008, Londres 2012 y Río de Janeiro 2016. 

## Trayectoria
La trayectoria deportiva de Silvio Fernández se identifica por su participación en los siguientes eventos nacionales e internacionales: